# Рипи
Рѝпи (на италиански: Ripi) е градче и община в Централна Италия, провинция Фрозиноне, регион Лацио. Разположено е на 300 m надморска височина. Населението на общината е 5006 души (1 януари 2023).